# Llista de topònims d'Olvan
Montmajor
Llista de topònims (noms propis de lloc) del municipi d'Olvan, al Berguedà
Informació actualitzada per un bot. Els canvis manuals es perdran quan s'actualitzi!

## abric rocós
| imatge | Nom                | Ubicat a | instància de | Detalls | coordenades                                                         | Protecció | Commons (més fotos) | Dades a WD                    |
| ------ | ------------------ | -------- | ------------ | ------- | ------------------------------------------------------------------- | --------- | ------------------- | ----------------------------- |
|        | Balma Cogulera     | Olvan    | abric rocós  |         | 42° 05′ 06″ N, 1° 56′ 07″ E / 42.0849365024538°N,1.93539781362576°E |           |                     | Modifica les dades a Wikidata |
|        | Balma Negra        | Olvan    | abric rocós  |         | 42° 03′ 33″ N, 1° 55′ 53″ E / 42.0592031358322°N,1.93129565197872°E |           |                     | Modifica les dades a Wikidata |
|        | Balma de Valldaura | Olvan    | abric rocós  |         | 42° 05′ 07″ N, 1° 56′ 19″ E / 42.0851476205295°N,1.93874339145334°E |           |                     | Modifica les dades a Wikidata |
|        | Balma del Porc     | Olvan    | abric rocós  |         | 42° 00′ 36″ N, 1° 54′ 00″ E / 42.0099483961074°N,1.89999742290604°E |           |                     | Modifica les dades a Wikidata |
|        | Balma dels Bous    | Olvan    | abric rocós  |         | 42° 03′ 33″ N, 1° 55′ 14″ E / 42.0592749364214°N,1.9206831804053°E  |           |                     | Modifica les dades a Wikidata |
|        | Balma dels Gats    | Olvan    | abric rocós  |         | 42° 05′ 28″ N, 1° 53′ 47″ E / 42.0910255901763°N,1.89639682929286°E |           |                     | Modifica les dades a Wikidata |

## església
| imatge | Nom                      | Ubicat a | instància de                 | Detalls                                   | coordenades                                                                             | Protecció                                  | Commons (més fotos)              | Dades a WD                    |
| ------ | ------------------------ | -------- | ---------------------------- | ----------------------------------------- | --------------------------------------------------------------------------------------- | ------------------------------------------ | -------------------------------- | ----------------------------- |
|        | Mare de Déu del Roser    | Olvan    | església                     |                                           | 42° 03′ 27″ N, 1° 52′ 51″ E / 42.057485°N,1.880971°E ca:Masia Ferreres d'Olvan 543 msnm |                                            |                                  | Modifica les dades a Wikidata |
|        | Sant Martí de Minoves    | Olvan    | església                     |                                           |                                                                                         |                                            |                                  | Modifica les dades a Wikidata |
|        | Sant Marçal              | Olvan    | església capella             | 19th century Estat: ruïnós                | 42° 04′ 21″ N, 1° 56′ 02″ E / 42.072453°N,1.933884°E 743 msnm                           |                                            |                                  | Modifica les dades a Wikidata |
|        | Sant Salvador Nou        | Olvan    | església capella             |                                           | 42° 03′ 55″ N, 1° 55′ 04″ E / 42.065372°N,1.917827°E 631 msnm                           |                                            |                                  | Modifica les dades a Wikidata |
|        | Sant Salvador d'Olvan    | Olvan    | església                     | Estil: arquitectura popular               | 42° 02′ 40″ N, 1° 55′ 11″ E / 42.044329°N,1.919734°E                                    | bé integrant del patrimoni cultural català |                                  | Modifica les dades a Wikidata |
|        | Santa Maria d'Olvan      | Olvan    | església església parroquial | Estil: arquitectura barroca 18th century  | 42° 03′ 26″ N, 1° 54′ 19″ E / 42.057295°N,1.905169°E ca:Pl. Església 557 msnm           | bé integrant del patrimoni cultural català | Santa Maria d'Olvan              | Modifica les dades a Wikidata |
|        | Santa Maria de Valldaura | Olvan    | església                     | Estil: arquitectura romànica 13rd century | 42° 04′ 48″ N, 1° 56′ 30″ E / 42.079893°N,1.941798°E                                    | bé integrant del patrimoni cultural català | Santa Maria de Valldaura (Olvan) | Modifica les dades a Wikidata |

## font
| imatge | Nom                | Ubicat a | instància de | Detalls | coordenades                                                         | Protecció | Commons (més fotos) | Dades a WD                    |
| ------ | ------------------ | -------- | ------------ | ------- | ------------------------------------------------------------------- | --------- | ------------------- | ----------------------------- |
|        | font de Valldaura  | Olvan    | font         |         | 42° 04′ 47″ N, 1° 56′ 47″ E / 42.079643812883°N,1.94646365080636°E  |           |                     | Modifica les dades a Wikidata |
|        | font de l'Alzinosa | Olvan    | font         |         | 42° 04′ 14″ N, 1° 54′ 28″ E / 42.0706636583315°N,1.90784632136834°E |           |                     | Modifica les dades a Wikidata |
|        | font de la Tor     | Olvan    | font         |         | 42° 04′ 45″ N, 1° 55′ 21″ E / 42.0792778404662°N,1.92256871234202°E |           |                     | Modifica les dades a Wikidata |
|        | font de la Tosca   | Olvan    | font         |         | 42° 04′ 57″ N, 1° 54′ 34″ E / 42.082382523718°N,1.9095505212485°E   |           |                     | Modifica les dades a Wikidata |
|        | font de les Cases  | Olvan    | font         |         | 42° 02′ 56″ N, 1° 54′ 02″ E / 42.048972398325°N,1.9004552614471°E   |           |                     | Modifica les dades a Wikidata |

## masia
| imatge | Nom                           | Ubicat a      | instància de | Detalls                                  | coordenades | Protecció                                  | Commons (més fotos) | Dades a WD                    |
| ------ | ----------------------------- | ------------- | ------------ | ---------------------------------------- | --- | ------------------------------------------ | ------------------- | ----------------------------- |
|        | Balleró                       | Olvan         | masia        | Estil: arquitectura popular              | 42° 03′ 20″ N, 1° 54′ 55″ E / 42.055499°N,1.91523°E                                                                                    | bé integrant del patrimoni cultural català |                     | Modifica les dades a Wikidata |
|        | Boladeres                     | Olvan         | masia        | Estil: arquitectura popular              | 42° 03′ 12″ N, 1° 54′ 51″ E / 42.053292°N,1.914228°E                                                                                   | bé integrant del patrimoni cultural català |                     | Modifica les dades a Wikidata |
|        | Ca l'Andreu                   | Olvan         | masia        |                                          | 42° 03′ 37″ N, 1° 54′ 41″ E / 42.0602125807103°N,1.91125238420766°E                                                                    |                                            |                     | Modifica les dades a Wikidata |
|        | Ca l'Esmolet Nou              | Olvan         | masia        |                                          | 42° 03′ 05″ N, 1° 53′ 57″ E / 42.0513978569314°N,1.89924621657066°E                                                                    |                                            |                     | Modifica les dades a Wikidata |
|        | Ca l'Esqueller                | Olvan         | masia        |                                          | 42° 03′ 25″ N, 1° 54′ 04″ E / 42.05694482693°N,1.90102363769726°E                                                                      |                                            |                     | Modifica les dades a Wikidata |
|        | Cabots                        | Olvan         | masia        |                                          | 42° 03′ 40″ N, 1° 54′ 03″ E / 42.0612035728103°N,1.90088976555451°E                                                                    |                                            |                     | Modifica les dades a Wikidata |
|        | Cal Cussa                     | Olvan         | masia        |                                          | 42° 03′ 03″ N, 1° 53′ 47″ E / 42.0508390655115°N,1.8963919302855°E ca:Al sud-oest del nucli d'Olvan                                    |                                            |                     | Modifica les dades a Wikidata |
|        | Cal Feló                      | Olvan         | masia        |                                          | 42° 02′ 31″ N, 1° 53′ 59″ E / 42.0418386762374°N,1.89983412459334°E                                                                    |                                            |                     | Modifica les dades a Wikidata |
|        | Cal Floretes                  | Olvan         | masia        |                                          | 42° 03′ 28″ N, 1° 54′ 43″ E / 42.0576430109701°N,1.91191263705979°E                                                                    |                                            |                     | Modifica les dades a Wikidata |
|        | Cal Geperut                   | Olvan         | masia        | 20th century                             | 42° 03′ 59″ N, 1° 54′ 47″ E / 42.066336946692°N,1.91315418823759°E                                                                     |                                            |                     | Modifica les dades a Wikidata |
|        | Cal Llop                      | Olvan         | masia        |                                          | 42° 02′ 38″ N, 1° 53′ 27″ E / 42.043958717426°N,1.89084418507096°E                                                                     |                                            |                     | Modifica les dades a Wikidata |
|        | Cal Marceló                   | Olvan         | masia        |                                          | 42° 03′ 08″ N, 1° 54′ 22″ E / 42.0521016761665°N,1.90597713367896°E                                                                    |                                            |                     | Modifica les dades a Wikidata |
|        | Cal Mariano                   | Olvan         | masia        |                                          | 42° 02′ 29″ N, 1° 53′ 57″ E / 42.0413990250837°N,1.89906844077079°E                                                                    |                                            |                     | Modifica les dades a Wikidata |
|        | Cal Marigot                   | Olvan         | masia        |                                          | 42° 03′ 21″ N, 1° 54′ 36″ E / 42.0559307008512°N,1.9098994898843°E                                                                     |                                            |                     | Modifica les dades a Wikidata |
|        | Cal Masnou                    | Olvan         | masia        |                                          | 42° 02′ 47″ N, 1° 53′ 12″ E / 42.0465128243769°N,1.88673976831503°E                                                                    |                                            |                     | Modifica les dades a Wikidata |
|        | Cal Porxer                    | Olvan         | masia        |                                          | 42° 02′ 46″ N, 1° 54′ 27″ E / 42.0461797318972°N,1.90737165917648°E                                                                    |                                            |                     | Modifica les dades a Wikidata |
|        | Cal Rafel                     | Olvan         | masia        |                                          | 42° 03′ 29″ N, 1° 54′ 27″ E / 42.05815952929°N,1.90750469381812°E ca:Urbanització cal Rafel del poble d'Olvan (Cal Rafel, 08611-Olvan) |                                            |                     | Modifica les dades a Wikidata |
|        | Cal Ramonet de Pursals        | Olvan         | masia        | 18th century                             | 42° 02′ 21″ N, 1° 54′ 07″ E / 42.039078627788°N,1.9018340383603°E ca:Pursals                                                           |                                            |                     | Modifica les dades a Wikidata |
|        | Cal Roget                     | Olvan         | masia        |                                          | 42° 02′ 49″ N, 1° 53′ 08″ E / 42.0468886606096°N,1.88556111988291°E                                                                    |                                            |                     | Modifica les dades a Wikidata |
|        | Cal Roig                      | Olvan         | masia        | Estil: arquitectura popular              | 42° 03′ 14″ N, 1° 54′ 03″ E / 42.053776°N,1.900782°E ca:Torrent de Cabots                                                              | bé integrant del patrimoni cultural català |                     | Modifica les dades a Wikidata |
|        | Cal Ros                       | Olvan         | masia        |                                          | 42° 03′ 20″ N, 1° 54′ 34″ E / 42.0555222640145°N,1.90956809515393°E                                                                    |                                            |                     | Modifica les dades a Wikidata |
|        | Cal Sastret                   | Olvan         | masia        | 19th century                             | 42° 03′ 28″ N, 1° 54′ 07″ E / 42.0578723506589°N,1.90195030906689°E                                                                    |                                            |                     | Modifica les dades a Wikidata |
|        | Cal Terrosser                 | Olvan         | masia        |                                          | 42° 03′ 18″ N, 1° 54′ 38″ E / 42.0550091578574°N,1.91054366614081°E                                                                    |                                            |                     | Modifica les dades a Wikidata |
|        | Cal Tomàs                     | Olvan         | masia        |                                          | 42° 03′ 17″ N, 1° 54′ 34″ E / 42.0546841151061°N,1.90950992489109°E                                                                    |                                            |                     | Modifica les dades a Wikidata |
|        | Cal Tufa                      | Olvan         | masia        |                                          | 42° 02′ 43″ N, 1° 53′ 08″ E / 42.045213634107°N,1.8855783142703°E                                                                      |                                            |                     | Modifica les dades a Wikidata |
|        | Cal Ventet                    | Olvan         | masia        |                                          | 42° 02′ 56″ N, 1° 53′ 07″ E / 42.0488751024377°N,1.8851518002172°E                                                                     |                                            |                     | Modifica les dades a Wikidata |
|        | Cal Vicenç                    | Olvan         | masia        |                                          | 42° 04′ 21″ N, 1° 56′ 43″ E / 42.072526971085°N,1.9452879217819°E                                                                      |                                            |                     | Modifica les dades a Wikidata |
|        | Campdeparets                  | la Quar Olvan | masia        | Estil: arquitectura popular              | 42° 05′ 17″ N, 1° 56′ 11″ E / 42.088138°N,1.93645°E                                                                                    | bé integrant del patrimoni cultural català |                     | Modifica les dades a Wikidata |
|        | Cantallops                    | Olvan         | masia        |                                          | 42° 03′ 02″ N, 1° 53′ 24″ E / 42.0506239899147°N,1.88996692752785°E                                                                    |                                            |                     | Modifica les dades a Wikidata |
|        | Casa nova de Valldaura        | Olvan         | masia        | Estil: arquitectura popular              | 42° 04′ 40″ N, 1° 56′ 39″ E / 42.077825°N,1.944178°E                                                                                   | bé integrant del patrimoni cultural català |                     | Modifica les dades a Wikidata |
|        | Casa vella de Valldaura       | Olvan         | masia        | Estil: arquitectura popular              | 42° 04′ 49″ N, 1° 56′ 30″ E / 42.080226°N,1.941805°E                                                                                   | bé integrant del patrimoni cultural català |                     | Modifica les dades a Wikidata |
|        | Castelló                      | Olvan         | masia        |                                          | 42° 03′ 21″ N, 1° 55′ 53″ E / 42.0558973979621°N,1.93125440152856°E                                                                    |                                            |                     | Modifica les dades a Wikidata |
|        | Centre mundial del ruc català | Olvan         | masia        |                                          | 42° 04′ 09″ N, 1° 53′ 23″ E / 42.0691570838375°N,1.88975285232277°E                                                                    |                                            |                     | Modifica les dades a Wikidata |
|        | Cerdanyola                    | Olvan         | masia        |                                          | 42° 01′ 42″ N, 1° 54′ 09″ E / 42.0283015026291°N,1.90260436223805°E                                                                    |                                            |                     | Modifica les dades a Wikidata |
|        | Collservera                   | Olvan         | masia        |                                          | 42° 03′ 07″ N, 1° 55′ 33″ E / 42.051914161691°N,1.9257813605065°E                                                                      |                                            |                     | Modifica les dades a Wikidata |
|        | Comadedona                    | Olvan         | masia        |                                          | 42° 04′ 42″ N, 1° 57′ 03″ E / 42.0783144761865°N,1.9507894496106°E                                                                     |                                            |                     | Modifica les dades a Wikidata |
|        | Ferreres d'Olvan              | Olvan         | masia        | Estil: arquitectura popular              | 42° 03′ 26″ N, 1° 52′ 52″ E / 42.057098°N,1.881074°E                                                                                   | bé integrant del patrimoni cultural català |                     | Modifica les dades a Wikidata |
|        | Fullà                         | Olvan         | masia        |                                          | 42° 02′ 46″ N, 1° 52′ 41″ E / 42.0459875845812°N,1.87812154304232°E ca:Entrada nord de la variant de Gironella                         |                                            |                     | Modifica les dades a Wikidata |
|        | Fuïves                        | Olvan         | masia        |                                          | 42° 04′ 12″ N, 1° 53′ 34″ E / 42.0700236128342°N,1.89274760064133°E                                                                    |                                            |                     | Modifica les dades a Wikidata |
|        | Gotzenes                      | Olvan         | masia        |                                          | 42° 04′ 47″ N, 1° 54′ 13″ E / 42.0797740286811°N,1.90364007585922°E                                                                    |                                            |                     | Modifica les dades a Wikidata |
|        | Mas Clotet                    | Olvan         | masia        |                                          | 42° 02′ 49″ N, 1° 54′ 33″ E / 42.0468193466277°N,1.90928195168895°E                                                                    |                                            |                     | Modifica les dades a Wikidata |
|        | Minoves                       | Olvan         | masia        | Estil: arquitectura popular 16th century | 42° 03′ 50″ N, 1° 52′ 35″ E / 42.063907°N,1.876422°E ca:Ctra. Gironella-Berga, pista de 2,5 km a mà dreta 524 msnm                     | bé integrant del patrimoni cultural català | Minoves (Olvan)     | Modifica les dades a Wikidata |
|        | Montsent                      | Olvan         | masia        |                                          | 42° 05′ 09″ N, 1° 53′ 33″ E / 42.085822357686°N,1.8925647127575°E                                                                      |                                            |                     | Modifica les dades a Wikidata |
|        | Palau de Biure                | Olvan         | masia        | Estil: arquitectura popular              | 42° 00′ 24″ N, 1° 54′ 13″ E / 42.006781°N,1.903608°E ca:Serres de Biure                                                                | bé integrant del patrimoni cultural català |                     | Modifica les dades a Wikidata |
|        | Roca-rodona                   | Olvan         | masia        |                                          | 42° 03′ 02″ N, 1° 53′ 16″ E / 42.0504857530376°N,1.88778212270093°E                                                                    |                                            |                     | Modifica les dades a Wikidata |
|        | Salvatella                    | Olvan         | masia        |                                          | 42° 02′ 33″ N, 1° 54′ 57″ E / 42.0423769628698°N,1.91570126163332°E                                                                    |                                            |                     | Modifica les dades a Wikidata |
|        | Sant Martí de Minoves         | Olvan         | masia        |                                          | 42° 04′ 26″ N, 1° 52′ 59″ E / 42.074022449874°N,1.8830991816172°E                                                                      |                                            |                     | Modifica les dades a Wikidata |
|        | Sant Salvador Vell            | Olvan         | masia        |                                          | 42° 03′ 55″ N, 1° 55′ 05″ E / 42.065239°N,1.918038°E 630 msnm                                                                          |                                            |                     | Modifica les dades a Wikidata |
|        | Trasserra                     | Olvan         | masia        | Estil: arquitectura popular              | 42° 02′ 40″ N, 1° 55′ 11″ E / 42.044329°N,1.919782°E ca:Camí Salvatella (Tresserra, 08611-Olvan)                                       | bé integrant del patrimoni cultural català |                     | Modifica les dades a Wikidata |
|        | Tàpies                        | Olvan         | masia        |                                          | 42° 04′ 35″ N, 1° 52′ 29″ E / 42.0762606994658°N,1.8747112910591°E ca:Montsent                                                         |                                            |                     | Modifica les dades a Wikidata |
|        | el Blancs                     | Olvan         | masia        |                                          | 42° 04′ 45″ N, 1° 55′ 04″ E / 42.0790976086171°N,1.91777223565634°E                                                                    |                                            |                     | Modifica les dades a Wikidata |
|        | el Boix                       | Olvan         | masia        |                                          | 42° 05′ 06″ N, 1° 55′ 19″ E / 42.0850350990582°N,1.9218425835379°E                                                                     |                                            |                     | Modifica les dades a Wikidata |
|        | el Coll d'Olvan               | Olvan         | masia        |                                          | 42° 03′ 55″ N, 1° 54′ 00″ E / 42.0651570470142°N,1.89991505784854°E                                                                    |                                            |                     | Modifica les dades a Wikidata |
|        | el Corral de Montsent         | Olvan         | masia        |                                          | 42° 05′ 24″ N, 1° 53′ 38″ E / 42.0899576307353°N,1.89398494424527°E                                                                    |                                            |                     | Modifica les dades a Wikidata |
|        | el Soler                      | Olvan         | masia        |                                          | 42° 03′ 53″ N, 1° 55′ 34″ E / 42.0648377924675°N,1.92611261369991°E                                                                    |                                            |                     | Modifica les dades a Wikidata |
|        | l'Alzinosa                    | Olvan         | masia        |                                          | 42° 04′ 09″ N, 1° 54′ 32″ E / 42.0690422761421°N,1.90876859794251°E                                                                    |                                            |                     | Modifica les dades a Wikidata |
|        | l'Artigós                     | Olvan         | masia        |                                          | 42° 04′ 50″ N, 1° 56′ 04″ E / 42.0806140297755°N,1.93449080550713°E                                                                    |                                            |                     | Modifica les dades a Wikidata |
|        | l'Ocata                       | Olvan         | masia        |                                          | 42° 04′ 17″ N, 1° 57′ 03″ E / 42.0715143474002°N,1.9507564017704°E                                                                     |                                            |                     | Modifica les dades a Wikidata |
|        | la Casa Nova de Ferreres      | Olvan         | masia        |                                          | 42° 02′ 57″ N, 1° 53′ 44″ E / 42.0490474914223°N,1.89552874536468°E                                                                    |                                            |                     | Modifica les dades a Wikidata |
|        | la Casanova de Minoves        | Olvan         | masia        |                                          | 42° 03′ 53″ N, 1° 52′ 44″ E / 42.0648010506333°N,1.878950677008°E                                                                      |                                            |                     | Modifica les dades a Wikidata |
|        | la Codina                     | Olvan         | masia        |                                          | 42° 04′ 50″ N, 1° 56′ 44″ E / 42.0804646135466°N,1.94561587873978°E                                                                    |                                            |                     | Modifica les dades a Wikidata |
|        | la Parada                     | Olvan         | masia        |                                          | 42° 03′ 40″ N, 1° 54′ 31″ E / 42.0610170461604°N,1.90871265560856°E                                                                    |                                            |                     | Modifica les dades a Wikidata |
|        | la Pera                       | Olvan         | masia        |                                          | 42° 03′ 39″ N, 1° 56′ 20″ E / 42.0609209163942°N,1.93879644894792°E ca:Les Cinc Alzines                                                |                                            |                     | Modifica les dades a Wikidata |
|        | la Pubilla                    | Olvan         | masia        |                                          | 42° 04′ 11″ N, 1° 53′ 15″ E / 42.0696654279188°N,1.88737480741225°E                                                                    |                                            |                     | Modifica les dades a Wikidata |
|        | la Riba                       | Olvan         | masia        |                                          | 42° 04′ 05″ N, 1° 55′ 48″ E / 42.0680086667616°N,1.93003591684857°E                                                                    |                                            |                     | Modifica les dades a Wikidata |
|        | la Saleta                     | Olvan         | masia        |                                          | 42° 03′ 57″ N, 1° 52′ 22″ E / 42.0658492187163°N,1.87286458463931°E                                                                    |                                            |                     | Modifica les dades a Wikidata |
|        | la Serreta                    | Olvan         | masia        |                                          | 42° 03′ 30″ N, 1° 52′ 28″ E / 42.0584341146113°N,1.87440974570342°E                                                                    |                                            |                     | Modifica les dades a Wikidata |
|        | la Tor                        | Olvan         | masia        |                                          | 42° 04′ 37″ N, 1° 55′ 05″ E / 42.077059715497°N,1.9181039486361°E                                                                      |                                            |                     | Modifica les dades a Wikidata |
|        | la Torre                      | Olvan         | masia        |                                          | 42° 02′ 34″ N, 1° 52′ 44″ E / 42.0427344332994°N,1.87885540364747°E                                                                    |                                            |                     | Modifica les dades a Wikidata |
|        | la Vallnova                   | Olvan         | masia        |                                          | 42° 00′ 53″ N, 1° 53′ 37″ E / 42.0147602029965°N,1.89368262628158°E                                                                    |                                            |                     | Modifica les dades a Wikidata |
|        | la Vileta                     | Olvan         | masia        |                                          | 42° 02′ 31″ N, 1° 55′ 34″ E / 42.041897312663°N,1.92599156459788°E                                                                     |                                            |                     | Modifica les dades a Wikidata |
|        | les Cases Ferreres            | Olvan         | masia        |                                          | 42° 02′ 49″ N, 1° 53′ 58″ E / 42.0469324569486°N,1.89943206480195°E                                                                    |                                            |                     | Modifica les dades a Wikidata |

## muntanya
| imatge | Nom                | Ubicat a            | instància de | Detalls | coordenades                                                         | Protecció | Commons (més fotos) | Dades a WD                    |
| ------ | ------------------ | ------------------- | ------------ | ------- | ------------------------------------------------------------------- | --------- | ------------------- | ----------------------------- |
|        | Puigcogull         | Olvan               | muntanya     |         | 42° 03′ 40″ N, 1° 55′ 33″ E / 42.06119167°N,1.9257°E 618.3 msnm     |           |                     | Modifica les dades a Wikidata |
|        | Puigllebrós        | Olvan               | muntanya     |         | 42° 04′ 25″ N, 1° 56′ 26″ E / 42.0736°N,1.94067°E 778.6 msnm        |           |                     | Modifica les dades a Wikidata |
|        | Roca Gran          | Olvan               | muntanya     |         | 42° 04′ 35″ N, 1° 55′ 51″ E / 42.07641667°N,1.93083333°E 755.4 msnm |           |                     | Modifica les dades a Wikidata |
|        | Roca de l'Ametlla  | Olvan               | muntanya     |         | 42° 04′ 22″ N, 1° 55′ 27″ E / 42.07276944°N,1.92406111°E 757.1 msnm |           |                     | Modifica les dades a Wikidata |
|        | Serrat Roig        | Olvan               | muntanya     |         | 42° 04′ 41″ N, 1° 55′ 32″ E / 42.07791667°N,1.92558333°E 837.7 msnm |           |                     | Modifica les dades a Wikidata |
|        | Serrat de Picancel | Olvan Cercs la Quar | muntanya     |         | 42° 05′ 45″ N, 1° 54′ 30″ E / 42.095783°N,1.908241°E 963 msnm       |           |                     | Modifica les dades a Wikidata |
|        | Serrat de la Vila  | Olvan               | muntanya     |         | 42° 03′ 45″ N, 1° 53′ 41″ E / 42.06252778°N,1.89461389°E 686 msnm   |           |                     | Modifica les dades a Wikidata |

## polígon industrial
| imatge | Nom                              | Ubicat a | instància de       | Detalls | coordenades                                                         | Protecció | Commons (més fotos) | Dades a WD                    |
| ------ | -------------------------------- | -------- | ------------------ | ------- | ------------------------------------------------------------------- | --------- | ------------------- | ----------------------------- |
|        | Polígon industrial Santa Eulàlia | Olvan    | polígon industrial |         | 42° 02′ 50″ N, 1° 52′ 29″ E / 42.0473596963955°N,1.87476236793698°E |           |                     | Modifica les dades a Wikidata |
|        | Polígon industrial de Cantallops | Olvan    | polígon industrial |         | 42° 03′ 02″ N, 1° 53′ 28″ E / 42.0504816517523°N,1.89108113798614°E |           |                     | Modifica les dades a Wikidata |

## pont
| imatge | Nom                            | Ubicat a    | instància de | Detalls                                                                                   | coordenades                                                                    | Protecció                                  | Commons (més fotos) | Dades a WD                    |
| ------ | ------------------------------ | ----------- | ------------ | ----------------------------------------------------------------------------------------- | ------------------------------------------------------------------------------ | ------------------------------------------ | ------------------- | ----------------------------- |
|        | Pont d'Orniu                   | Avià Olvan  | pont         | Estil: arquitectura popular 1840 Travessa: Llobregat Estat: malmès bon estat Llum: 13.25m | 42° 04′ 04″ N, 1° 52′ 06″ E / 42.0679°N,1.86824°E ca:Colònia Rosal. 08610 AVIÀ | bé integrant del patrimoni cultural català | Pont d'Orniu (Avià) | Modifica les dades a Wikidata |
|        | Restes del Pont d'Orniu        | Avià Olvan  | pont         | Estil: arquitectura popular Travessa: Llobregat Estat: parcialment destruït               | 42° 04′ 02″ N, 1° 52′ 07″ E / 42.067246°N,1.868599°E                           | bé integrant del patrimoni cultural català | Pont d'Orniu (Avià) | Modifica les dades a Wikidata |
|        | pont antic de la Colònia Rosal | Berga Olvan | pont         | 1879 Travessa: Llobregat Llarg: 50m Llum: 21m                                             | 42° 04′ 21″ N, 1° 52′ 09″ E / 42.07258358227291°N,1.8690598011016848°E         |                                            |                     | Modifica les dades a Wikidata |

## pont de carretera
| imatge | Nom                     | Ubicat a    | instància de      | Detalls                                                          | coordenades                                                            | Protecció | Commons (més fotos) | Dades a WD                    |
| ------ | ----------------------- | ----------- | ----------------- | ---------------------------------------------------------------- | ---------------------------------------------------------------------- | --------- | ------------------- | ----------------------------- |
|        | viaducte de Cal Rosal   | Berga Olvan | pont de carretera | 2007 Travessa: Llobregat Hi passa: C-16 E09 Llarg: 216m Alt: 57m | 42° 04′ 35″ N, 1° 52′ 19″ E / 42.07634246862368°N,1.8719244003295896°E |           |                     | Modifica les dades a Wikidata |
|        | viaducte de Sant Martí  | Olvan       | pont de carretera | 2007 Hi passa: C-16 E09 Llarg: 119m Alt: 28m                     | 42° 04′ 17″ N, 1° 52′ 28″ E / 42.071261548141024°N,1.874370574951172°E |           |                     | Modifica les dades a Wikidata |
|        | viaducte de la Portella | Olvan       | pont de carretera | 2007 Hi passa: C-16 E09 Llarg: 159m Alt: 19m                     | 42° 03′ 33″ N, 1° 52′ 32″ E / 42.05929827673892°N,1.8755292892456057°E |           |                     | Modifica les dades a Wikidata |

## serra
| imatge | Nom                 | Ubicat a              | instància de | Detalls | coordenades                                                         | Protecció | Commons (més fotos) | Dades a WD                    |
| ------ | ------------------- | --------------------- | ------------ | ------- | ------------------------------------------------------------------- | --------- | ------------------- | ----------------------------- |
|        | serra alta de Palau | Olvan Puig-reig Sagàs | serra        |         | 42° 00′ 00″ N, 1° 53′ 39″ E / 42.0001°N,1.89419°E 596 msnm          |           |                     | Modifica les dades a Wikidata |
|        | serra de Montsent   | Cercs Olvan           | serra        |         | 42° 05′ 31″ N, 1° 53′ 35″ E / 42.09186111°N,1.89291667°E 894.4 msnm |           |                     | Modifica les dades a Wikidata |
|        | serra de Ramons     | Olvan la Quar Sagàs   | serra        |         | 42° 04′ 05″ N, 1° 56′ 56″ E / 42.06819444°N,1.94875°E 801.5 msnm    |           |                     | Modifica les dades a Wikidata |

## Misc
| imatge | Nom                       | Ubicat a                                                                          | instància de                                           | Detalls                                                   | coordenades                                                                                               | Protecció | Commons (més fotos) | Dades a WD                    |
| ------ | ------------------------- | --------------------------------------------------------------------------------- | ------------------------------------------------------ | --------------------------------------------------------- | --- | --------- | ------------------- | ----------------------------- |
|        | Cal Rosal                 | Olvan                                                                             | nucli d'entitat singular de població nucli de població | 392 hab                                                   | 42° 04′ 20″ N, 1° 52′ 13″ E / 42.07216321°N,1.87030155°E 486 msnm                                         |           |                     | Modifica les dades a Wikidata |
|        | Llobregat                 | Catalunya província de Barcelona Catalunya Central Àmbit Metropolità de Barcelona | riu                                                    | Desemboca: mar Mediterrània Llarg: 175km Conca: 4948.3km² | 42° 16′ 57″ N, 2° 00′ 46″ E / 42.282412°N,2.012826°E 41° 18′ 08″ N, 2° 07′ 55″ E / 41.302248°N,2.131948°E |           | Llobregat           | Modifica les dades a Wikidata |
|        | Molí de Voladeres         | Olvan                                                                             | molí d'aigua                                           |                                                           | 42° 03′ 10″ N, 1° 54′ 39″ E / 42.05278631115°N,1.91072667182361°E                                         |           |                     | Modifica les dades a Wikidata |
|        | Olvan                     | Olvan                                                                             | entitat singular de població capital municipal         | 18th century 910 hab                                      | 42° 03′ 23″ N, 1° 54′ 19″ E / 42.05642675°N,1.90541086°E ca:Nucli d'Olvan 557 msnm                        |           |                     | Modifica les dades a Wikidata |
|        | Vila                      | Olvan                                                                             | vèrtex geodèsic                                        | Alt: 1.2m                                                 | 42° 03′ 45″ N, 1° 53′ 41″ E / 42.062582°N,1.894743°E 686.644 msnm                                         |           |                     | Modifica les dades a Wikidata |
|        | casa consistorial d'Olvan | Olvan                                                                             | casa consistorial                                      |                                                           | 42° 03′ 25″ N, 1° 54′ 25″ E / 42.0569741°N,1.9070276°E                                                    |           |                     | Modifica les dades a Wikidata |